# Ol'ga Dvirna
Ol'ga Ivanovna Dvirna Kosteckaja (11 febbraio 1953) è un'ex mezzofondista sovietica.

## Palmarès

### Europei
- 1 medaglia:
  - 1 oro (Atene 1982 nei 1500 m piani)